# انتاریوی شرقی
انتاریوی شرقی (به انگلیسی: Eastern Ontario) یک زیر منطقه در کانادا است که در استان انتاریو واقع شده‌است.

## خصوصیات
انتاریوی شرقی ۳۵٬۲۹۶ کیلومترمربع مساحت و ۸۸۳٬۳۹۱ نفر جمعیت دارد.